# Śródmiejska Dzielnica Mieszkaniowa (Stettin)
Das Śródmiejska Dzielnica Mieszkaniowa (ŚDM, sinngemäß: Innerstädtischer Wohnviertel) ist das erste nach dem Zweiten Weltkrieg errichtete Wohnviertel in Stettin. Es gehört zum östlichen Teil der Siedlung Centrum im Stadtbezirk Śródmieście. Für den Entwurf waren polnische Architekten: Henryk Nardy, W. Adamczyk sowie Emanuel Maciejewski verantwortlich. Das Viertel hat eine ähnliche städtebauliche und architektonische Bedeutung wie die etwas früher errichteten Warschauer Gebäuden von Marszałkowska Dzielnica Mieszkaniowa.

## Geschichte

### Erster Bauabschnitt
Der Entwurf der ersten Gebäude wurde zwischen 1952 und 1954 erarbeitet. Es wurde angenommen, dass drei 5-stöckige Wohngebäude auf dem Gelände zerstörter Mietshäuser an der Aleja Jana Pawła II (Kaiser-Wilhelm-Straße), Ulica Jagiellońska (Turnerstraße), Ulica Mazurska (Preußische Straße) sowie am Plac Lotników (Augustaplatz) errichtet werden. Sie sollten sich in ihrer Form an der erhalten gebliebenen eklektizistischen Bebauung von Innenstadt orientieren. Zuerst wurden die Wohnblöcke an der Ecke von Aleja Jana Pawła II und Ulica Jagiellońska sowie von Aleja Jana Pawła II und Ulica Mazurska erbaut. Danach entstand noch ein Teil-Viertel zwischen Ulica Mazurska und Ulica Małopolska. Die Bauarbeiten wurden endgültig 1958 abgeschlossen.

### Zweiter Bauabschnitt
Weitere Gebäude wurden zwischen 1956 und 1957 an den Ulica Piłsudskiego, Ulica Mazurska sowie Ulica Mazowiecka errichtet. Im Vergleich zu den früheren Wohnblöcken wurden die Fassaden in geringerem Maße verziert.

### Dritter Bauabschnitt
Im Rahmen des dritten Bauabschnitts wurde ein Wohnblock mit Bezeichnung „C-3“ an der Aleja Wyzwolenia erbaut. Im Gegensatz zu den sonstigen Gebäuden von ŚDM erhielt er eine moderne Fassade ohne Schindeldach und Gesimsen. Im Inneren wurden vier Treppenhäuser mit je 16 Wohnungen errichtet. Die Wohnungen erhielten einen hohen Ausbaustandard (Eichenparkett, Terrakotta, Innenfensterbänke aus Glas, Wandschränke, Zentralheizung, Küchenmöbel).

## Galerie

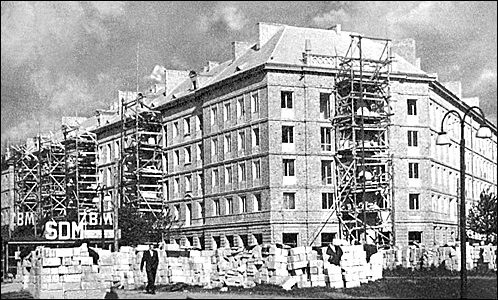
Bauarbeiten an den Wohnblock an der Ecke von der Aleja Jana Pawła II und Ulica Mazurska
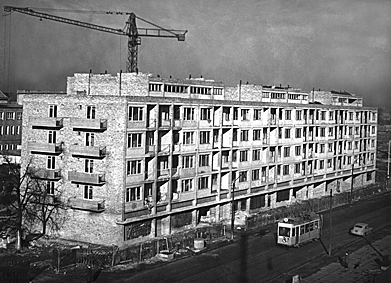
Bauarbeiten an den Wohnblock „C-3“
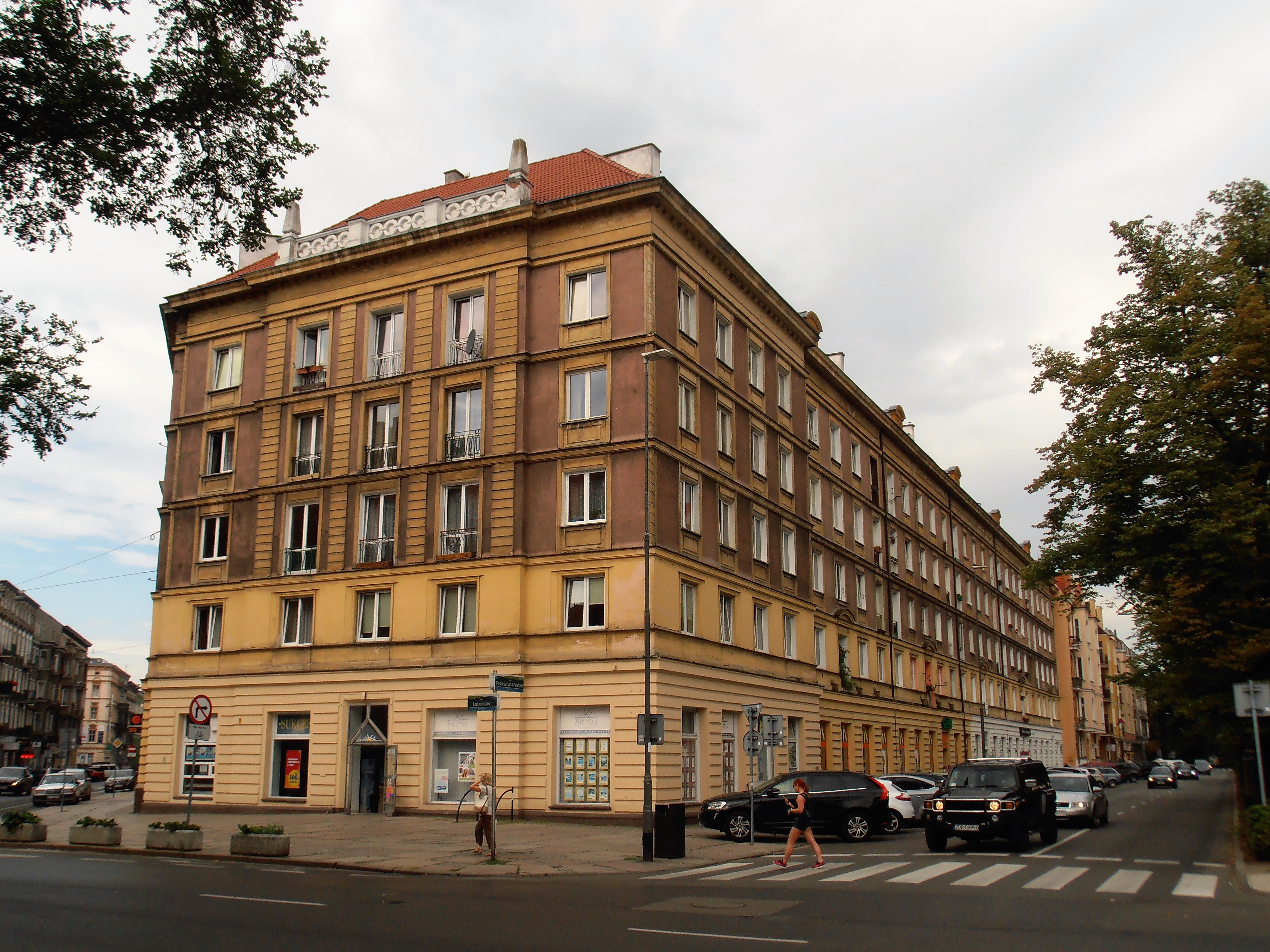
ŚDM-Wohnblock an der Ecke von der Aleja Jana Pawła II und Ulica Jagiellońska
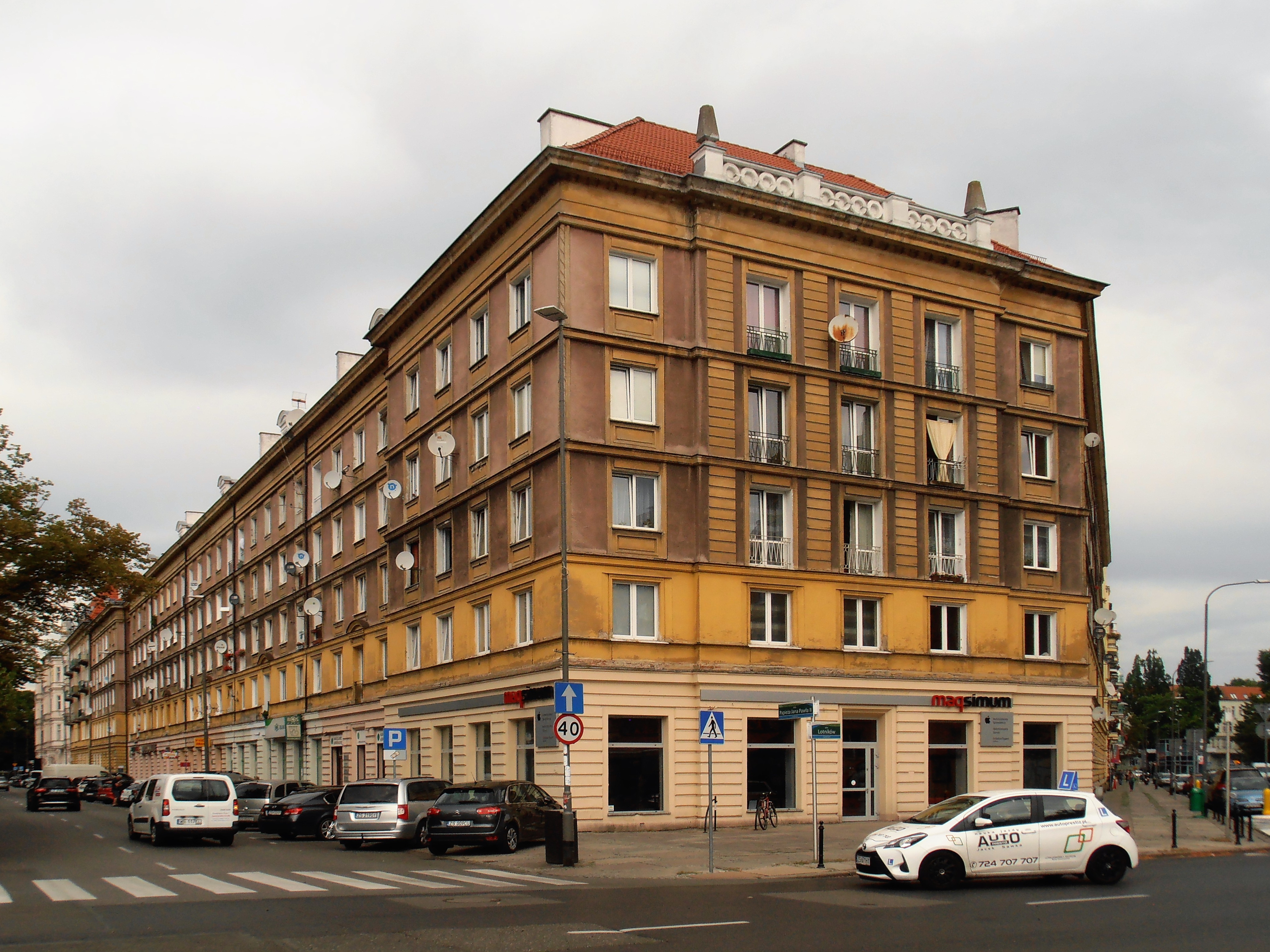
ŚDM-Wohnblock an der Ecke von der Aleja Jana Pawła II und Ulica Mazurska
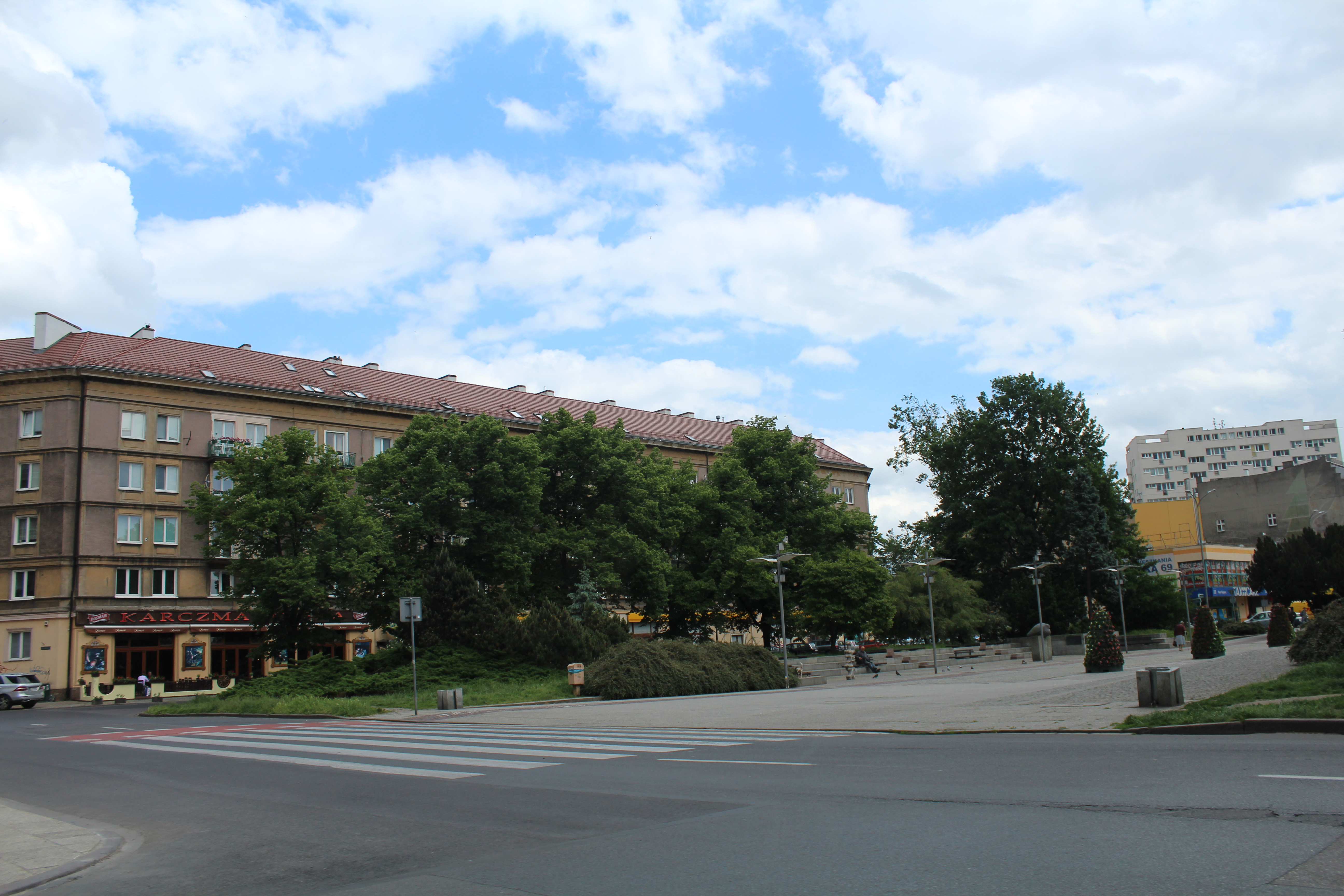
ŚDM-Wohnblock am Plac Lotników zwischen der Ulica Mazurska und Mazowiecka
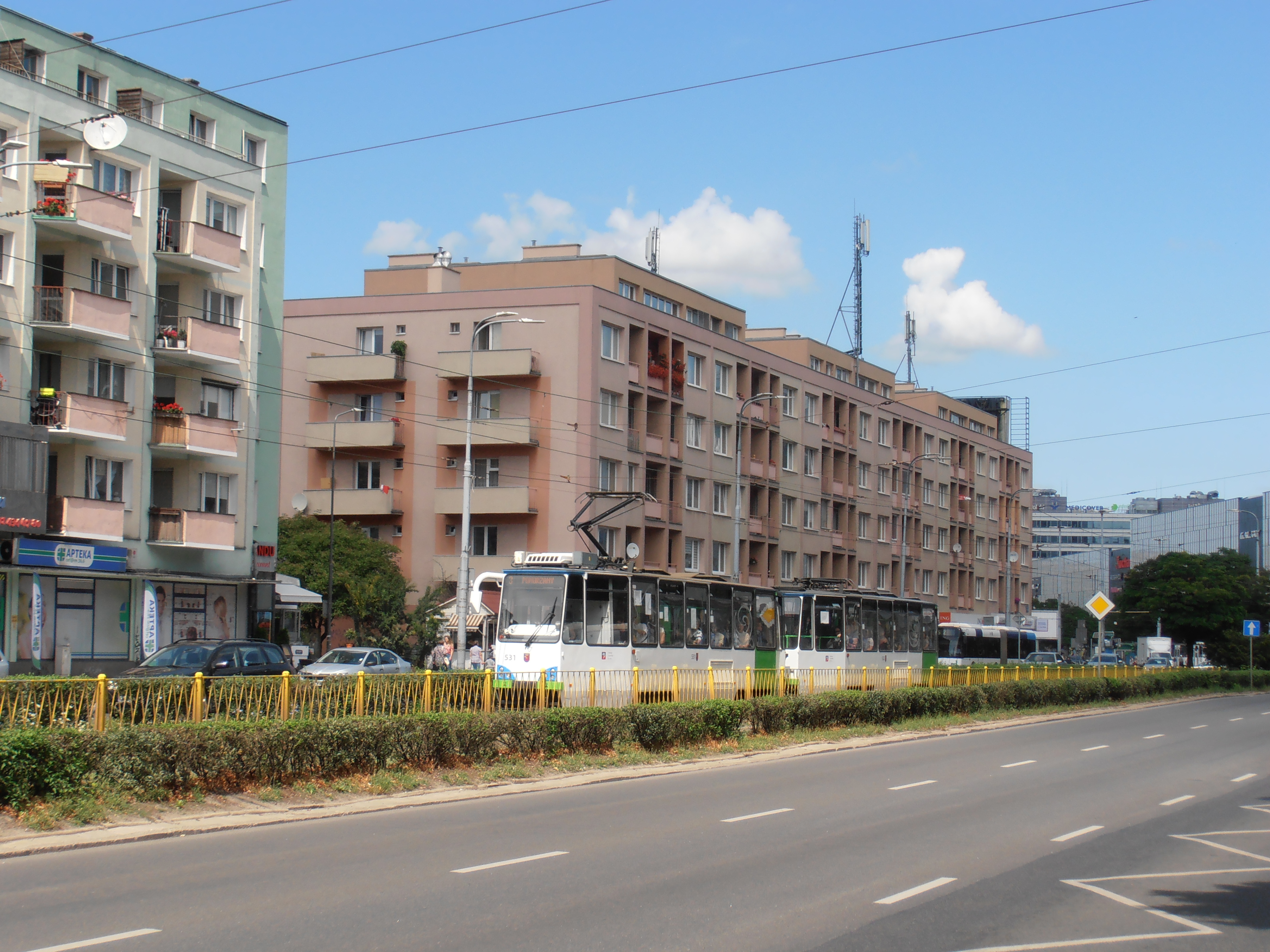
Wohnblock „C-3“ an der Aleja Wyzwolenia